# Hermannia umbratica
Hermannia umbratica är en malvaväxtart som beskrevs av Verdoorn. Hermannia umbratica ingår i släktet Hermannia och familjen malvaväxter. Inga underarter finns listade i Catalogue of Life.